# Велокомпьютер

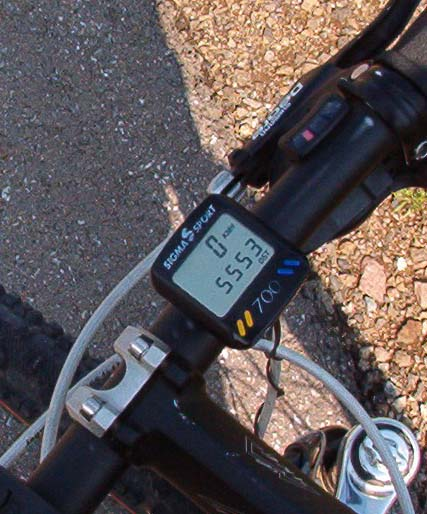
Велокомпьютер Sigma Sport 700, закреплённый на руле

Велокомпью́тер (англ. Cyclocomputer) — электронное устройство для измерения скорости и пробега велосипеда, а также дополнительных параметров, таких как средняя скорость, время в пути, максимальная скорость, пульс, передача (на многоскоростных велосипедах), текущее время, температура, давление, каденс и др.

## История
В 1895 году Кертис Хасси Видер изобрёл велоодометр. Велоодометром было простое механическое устройство, которое учитывает число оборотов колеса велосипеда. Кабелем передаётся число оборотов колеса на механический одометр. После основания Veeder Manufacturing Company, Видер рекламировал велоодометр с лозунгом: «Хорошо знать, сколько Вы проехали» (англ. It's Nice to Know How Far You Go). 

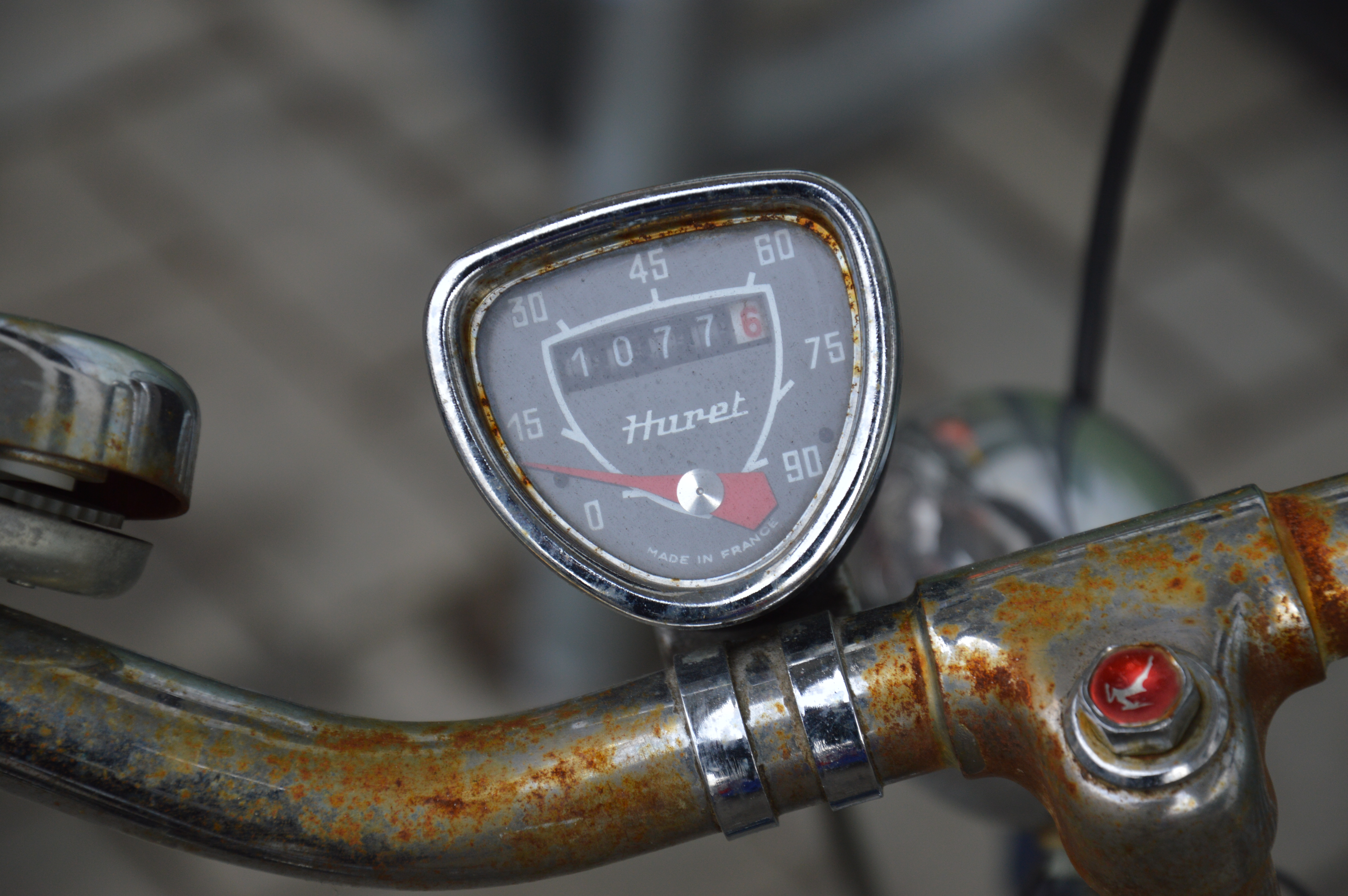
Велоспидометр со встроенным одометром

Успех велоодометра привёл к появлению других конструкций механических устройств. В итоге, они стали обладать возможностями измерять не только пройденное расстояние, но и скорость, то есть стали велоспидометрами.

## Основные компоненты

### Основной блок

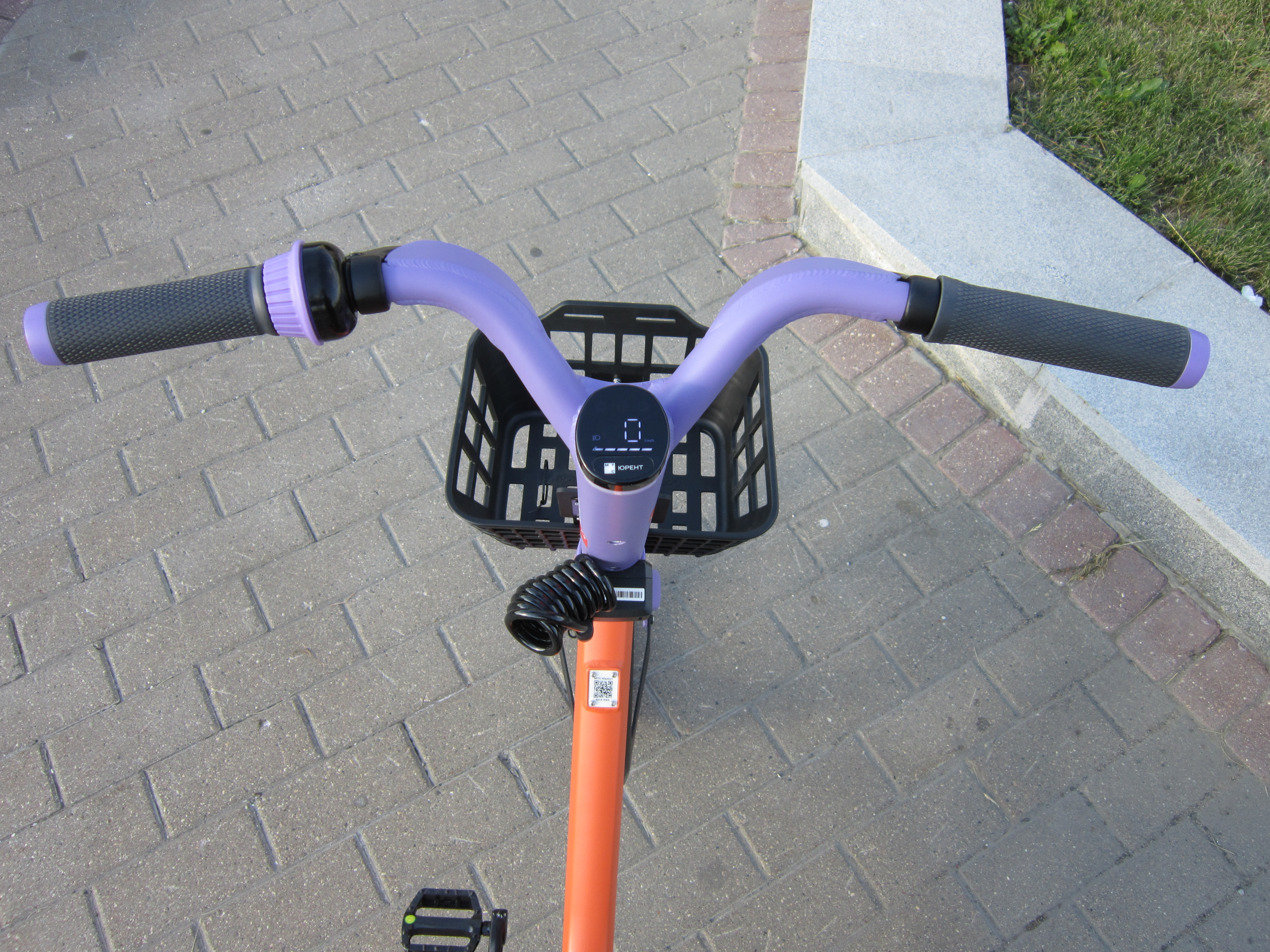
Вид на руль прокатного электровелосипеда сервиса «Юрент». На данном велосипеде дисплей интегрирован непосредственно в руль

Может выглядеть как электронные часы, крепящиеся на руль (иногда на вынос руля). Питается от «батарейки-таблетки» и/или солнечных батарей. Также, в прокатных велосипедах, может быть интегрирован непосредственно в руль.

### Датчик колеса
Датчиком служит геркон или датчик Холла, закреплённый на вилке и возбуждаемый магнитом, установленным на спице колеса.

### Датчик каденса
Датчик скорости педалирования крепится на раме, а на шатуне системы крепится магнит.

### Способы соединения
Существуют проводные и беспроводные модификации велокомпьютеров. В беспроводных вариантах сигнал с датчика передаётся в компьютер с помощью радиосигналов или Bluetooth, что позволяет избавиться от проводов, а также использовать велокомпьютер без обязательной установки его на велосипед (исполнения в виде наручных часов). Активно используемый беспроводной велокомпьютер, как правило, требует смены аккумуляторов раз в 2-3 месяца. Столь же активно используемый проводной велокомпьютер требует замены аккумулятора один раз в год, а у некоторых моделей ещё реже. Большинство современных моделей велокомпьютеров имеют резервное питание, позволяющее не сбивать счётчики километража и настройки времени при смене аккумулятора. Тем не менее, даже в простейших моделях велокомпьютеров после сбрасывания настроек времени и километража при включении срабатывает функция, позволяющая ввести текущий километраж вручную.

## Настройка
Как только новый компьютер установлен, его требуется соответственно настроить. Большинство параметров рассчитывается подсчётом количества оборотов, совершаемых колесом, и времени, за которое они совершаются. Зная длину окружности колеса (система ETRTO), которая предварительно вводится в велокомпьютер, прибор рассчитывает скорость и пройденное расстояние. Измерение каденса (частоты вращения педалей) производится аналогичным образом с помощью второго датчика-геркона, устанавливаемого на раме, и магнита, фиксируемого на шатуне, либо путём пересчёта скорости вращения колеса, если известно передаточное отношение (в случае многоскоростных велосипедов для этого требуется специальная система, передающая в велокомпьютер данные о текущей передаче). Показания велокомпьютера зависят от давления воздуха в переднем колесе: с продавливанием покрышки статический радиус колеса уменьшается, и оно делает больше оборотов, проходя то же расстояние, вследствие чего спидометр велокомпьютера начинает преувеличивать скорость движения.
Характерной особенностью большинства велокомпьютеров является запаздывание показаний текущей скорости на 1-4 оборота колеса, поскольку считывание показаний с геркона происходит дискретно (раз за оборот). Сигнал остановки велосипеда (используемый, в частности, для остановки секундомера, отсчитывающего время движения) также может запаздывать на 2-4 секунды.

## Дополнительная информация
Кроме данных, полученных от вращающихся колёс, велокомпьютер может отображать другую информацию. Существуют более дорогие модели велокомпьютеров, в которых информация о положении, скорости и высоте определяется с помощью GPS и высотомера. Такие модели после поездки можно подсоединить к компьютеру, на котором можно посмотреть на карте путь велосипедиста, его скорость, потраченные калории, а также частоту пульса и каденс (при наличии соответствующих датчиков) и др. (например, Garmin Edge 705 Cadence & Heart Rate Monitor, некоторые модели мониторов Polar и Suunto). Перед поездкой в велокомпьютер можно загрузить путевые точки, показывающие предполагаемый путь и помогающие при ориентировании. Последние модели могут, как и обычные GPS-навигаторы, загружать и просматривать карты. Недостатком таких велокомпьютеров, кроме высокой цены, является относительно малое время работы от встроенного аккумулятора (около 8-15 часов, в зависимости от модели и режима работы).